# Folio (revista)
Folio, también conocida como Folio: The Magazine of Magazine Management y Folio: Magazine, es una revista comercial para la industria de las revistas. La revista fue fundada en 1972 por Joe Hanson de Hanson Publications, Inc. y se hizo conocido como “la biblia de la industria editorial de revistas”.
Las iniciativas asociadas incluyen The FOLIO: Show, una feria y conferencia de la industria de las revistas; FOLIO: 400, una reseña completa de las principales revistas estadounidenses; The FOLIO: Ad Guide, que analiza la publicidad en revistas; y el FOLIO: Source Book, una guía del comprador para editores. Los editores de Folio también organizan los Premios Eddie & Ozzie en reconocimiento a las revistas de alta calidad e incorporan a los nuevos miembros al Salón de la Fama Editorial y de Diseño.
A partir de 2020, se anunció que la revista Folio dejaría de publicarse. Sin embargo, el editor continuaría apoyando sus otras actividades industriales.

## Visión general
El nombre de la editorial es Folio Publishing Corporation. También produce dos ediciones anuales especiales:
- Folio: 400,[10][11] y
- Folio: Ad Guide[1]

La revista cubre varios aspectos financieros y editoriales de la industria editorial de revistas. Muchas historias se centran en un periódico en particular. Folio es una publicación «vertical», «dirigida a personas que tienen diferentes trabajos dentro» de la industria editorial de revistas.

## Premios
Folio otorga premios en varias categorías: Annie Granatstein de The Washington Post recibió el premio Top Women in Media 2019 de Folio; el Post y The New York Times recibieron premios en 2020.